# Cyna
Cyna (Sn, łac. stannum) – pierwiastek chemiczny, metal z bloku p w układzie okresowym.
Cyna tworzy odmiany alotropowe. W warunkach standardowych występuje w odmianie β (beta), zwanej cyną białą, trwałej powyżej 13,2 °C. Odmiana ta ma sieć krystaliczną w układzie tetragonalnym, o gęstości 7,3 g/cm³. W niższej temperaturze przechodzi w odmianę regularną α (alfa) o gęstości 5,85 g/cm³. Zmiana gęstości jest równoznaczna ze zmianą objętości, co powoduje, że cyna rozpada się, tworząc szary proszek zwany cyną szarą. Zjawisko to nazywane jest zarazą cynową. Czysta cyna biała jest ciągliwa i kowalna, odporna na korozję.

## Zastosowania

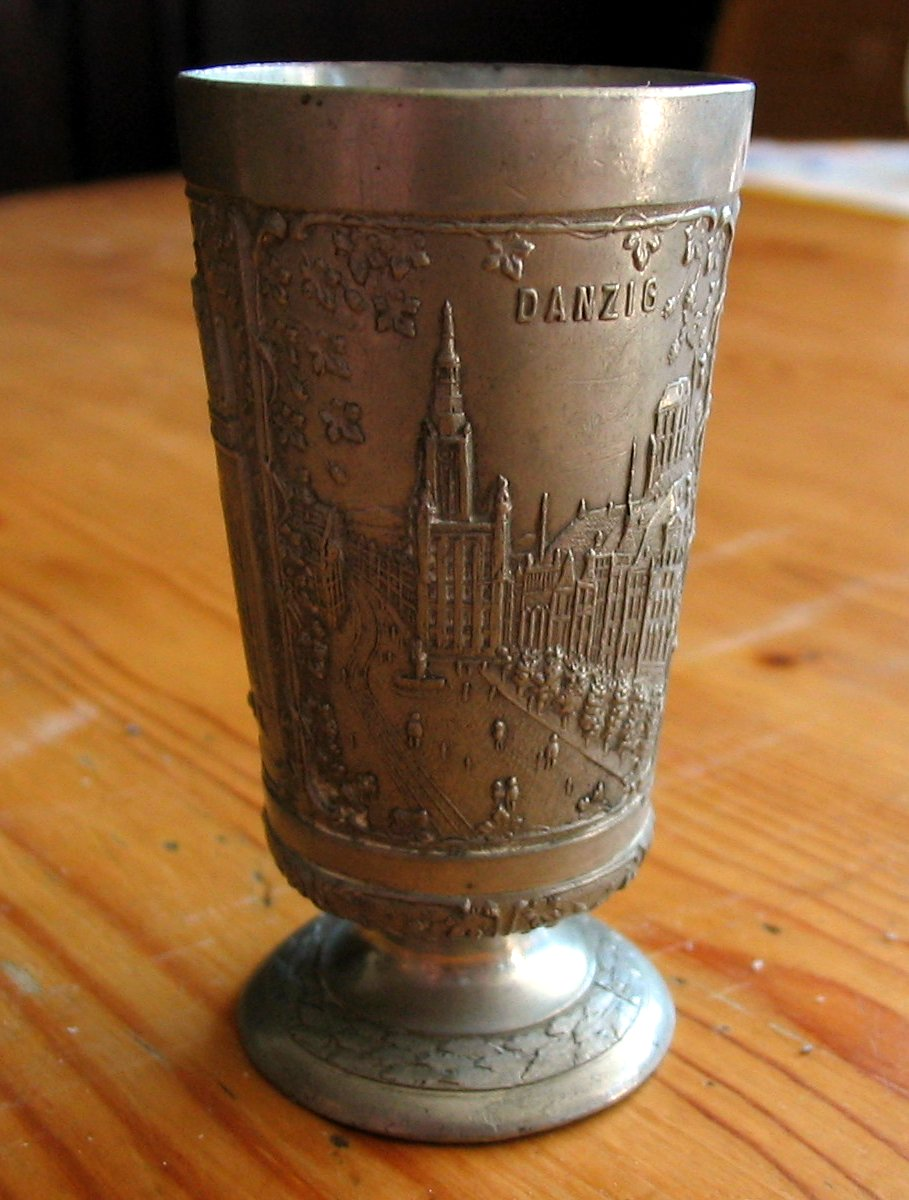
Gdański kieliszek wykonany z cyny

Ze względu na dostępność, niską temperaturę topnienia, łatwość odlewania oraz dobre własności mechaniczne cyna była dość powszechnie używana do wyrobu przedmiotów codziennego użytku. Przedmioty cynowe były bardzo popularne od wczesnego średniowiecza; największy rozkwit produkcji przedmiotów z cyny (konwisarstwa) miał miejsce pomiędzy XIV i XVI w.
Cyny używa się do pokrywania innych metali cienką warstwą antykorozyjną. Proces cynowania stosowany jest do zabezpieczania naczyń stalowych, stosowanych w przemyśle spożywczym, np. puszek do konserw oraz konwi na mleko.

## Stopy cyny
Stop cyny i ołowiu ma niską temperaturę topnienia (np. przy 61,9% wag. cyny jest to temperatura 183 °C) i stosowany był w przemyśle i elektrotechnice jako lut do łączenia innych metali poprzez lutowanie. Po 1 lipca 2006 w związku z wycofywaniem w krajach Unii Europejskiej produktów zawierających ołów przechodzi się na lutowanie bezołowiowe, zastępując ołów niewielkim dodatkiem srebra, miedzi i bizmutu.
Cyna jest również składnikiem stopu drukarskiego do wyrobu czcionek. Występuje w nim wraz z ołowiem (głównym składnikiem) oraz antymonem. Stopy drukarskie występują w różnych odmianach (charakteryzujących się różną twardością) różniących się stosunkiem składników.
Stopami cyny i miedzi są brąz cynowy oraz spiż (zawierający także cynk i ołów), używany do odlewania dzwonów.

## Występowanie
Najczęściej spotykane minerały zawierające cynę to tlenek – kasyteryt (SnO2, 78,8% Sn) i siarczek – stannin (Cu2FeSnS4, 27,6% Sn).
Cyna występuje w przyrodzie w ilości 0,004% wagowo. Największe złoża cyny mieszczą się w Indonezji, Chinach, Tajlandii, Boliwii, Malezji, Rosji, Brazylii, Birmie i Australii.
W Polsce większe złoża cynonośne występowały w Gierczynie i stanowiły jedyne poważniejsze źródło cyny w Polsce. W ilościach śladowych cyna występuje także w Sudetach, w okolicach Czarnowa (arsenopiryt), Miedzianki i Starej Góry.

## Izotopy
Cyna posiada 10 występujących w przyrodzie trwałych izotopów. Najbardziej rozpowszechniony jest izotop 120Sn (ok. 33%).
Sztucznie wytworzono dalszych 29 izotopów cyny o masie atomowej od 99 do 137 i okresie połowicznego rozpadu od kilku ms do 230 tys. lat. 5 izotopów cyny wykazuje radioaktywność.